# اچ‌ام‌اس کانتربوری (۱۶۹۳)
اچ‌ام‌اس کانتربوری (۱۶۹۳) (به انگلیسی: HMS Canterbury (1693)) یک کشتی بود که طول آن ۱۴۴ فوت ۹ اینچ (۴۴٫۱ متر) بود.